# لیف نزس
لیف نزس (انگلیسی: Leif Næss; ۲۹ ژانویهٔ ۱۹۲۳ – ۱۰ ژوئن ۱۹۷۳) قایقران روئینگ اهل نروژ بود.